# Snookum Russell
Snookum Russell (* 6. April 1913 in Columbia South Carolina als Isaac Edward Russell; † August 1981) war ein US-amerikanischer Pianist und Bandleader des Swing.
Snookum Russell spielte zuerst Schlagzeug und Klavier in lokalen Orchestern und arbeitete von 1933 bis 1939 als Bassist in einer Band in Florida. Bedeutung bekam er durch ein Orchester, das er von 1939 und 1950 leitete und zu dem u. a. zeitweise Fats Navarro, J. J. Johnson und Ray Brown gehörten. 1959 war er als Solist in New Orleans tätig.